# 筑紫野市
筑紫野市（ちくしのし）は、福岡県の中西部、筑紫地域に位置する市。「博多の奥座敷」と称される二日市温泉がある。

## 地理

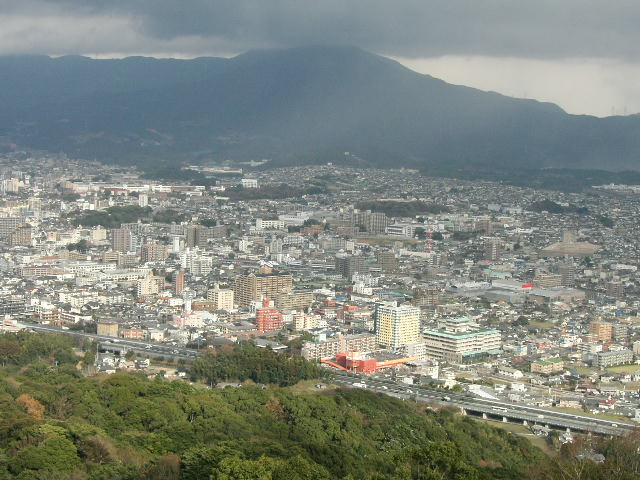
天拝山山頂から望む筑紫野市二日市地域（手前）。奥の方に広がるのは太宰府市

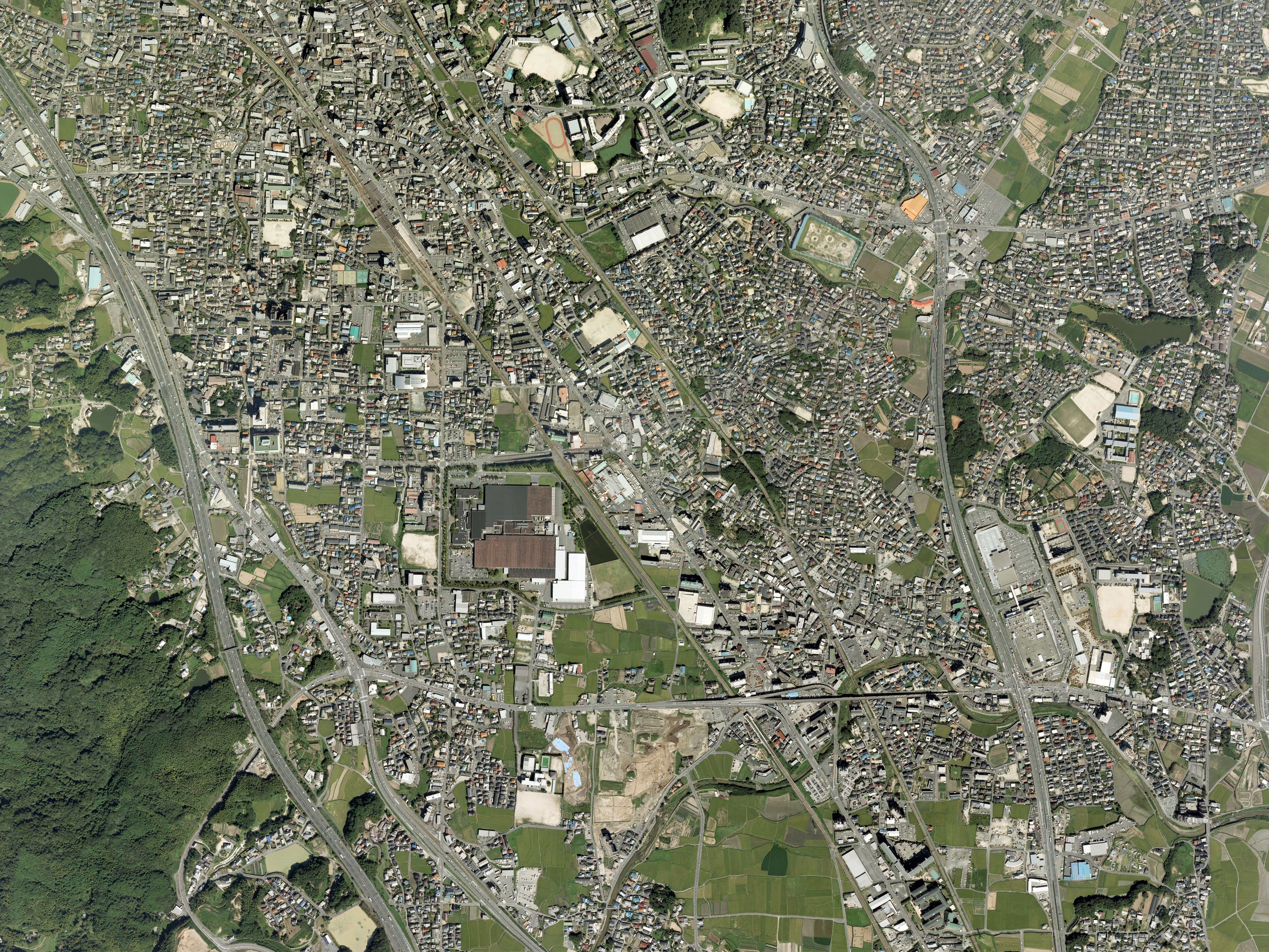
筑紫野市中心部周辺の空中写真。
2017年9月20日撮影の6枚を合成作成。。

福岡県の中部に位置し、市域の南西部で佐賀県に接する。また、佐賀県との県境付近は脊振山系山地にあたり、基山・権現山などの山がある。北東部から東部にかけての飯塚市との境界付近は三郡山系山地にあたり、宝満山・三郡山など標高800-900m級の山がそびえる。
博多湾水系（御笠川）と有明海水系（宝満川-筑後川）の分水嶺でもある。
福岡市から南に約15km、久留米市から北に約20kmの地点にあり、両市の中間に位置する。小郡・筑紫野ニュータウンの開発等により、毎年人口が増加傾向にある。
旧来より筑紫地域における行政の主要拠点のひとつであり、地区内を管轄とする税務署・法務局・警察署など行政機関が所在する。また、水道・消防・ゴミ処理・火葬場等の広域行政は同地区内で緊密な連携をしている。
JR鹿児島本線と西鉄天神大牟田線がほぼ並行して市中央部を南北に貫いており、福岡市中心部へは電車で15分前後の所要時間である。JR二日市駅・西鉄二日市駅付近や二日市温泉周辺など旧来からの中心市街地は、隣接する太宰府市の中心市街地とほぼ一体化し、古くからの町並みがほぼそのまま残るため道路幅員が狭く、住宅地の中にも乗用車がすれ違うことができない狭い道幅の箇所や、近隣の地区に自動車を使用して移動する際に迂回を必要とする箇所が存在している。このほか、西鉄朝倉街道駅周辺や、ゆめタウン筑紫野から国道3号下を潜る道路などは、歩車分離による歩行者安全性の確保が行われていない。近年、主要駅周辺での整備事業が行われるようになったが、市制施行以来、区画整理事業は行われたものの、行政担当者が「当市はこれまで市街地再開発事業の経験がない」と答弁するなど、これらの事業は端緒についたばかりである。

### 隣接する自治体
- 福岡県
  - 飯塚市
  - 小郡市
  - 大野城市
  - 太宰府市
  - 那珂川市
  - 糟屋郡宇美町
  - 朝倉郡筑前町
- 佐賀県
  - 鳥栖市
  - 三養基郡基山町

### 地名
- 上古賀(旧二日市町)   かみこが
- 杉塚(旧二日市町)  すぎづか
- 塔原(旧二日市町)  とうのはる
- 二日市(旧二日市町) ふつかいち
- 武蔵(旧二日市町)  むさし
- 紫(旧二日市町)  むらさき
- 石崎(旧山口村)  いしざき
- 古賀(旧山口村)  こが
- 俗明院(旧山口村)  ぞくみょういん
- 萩原(旧山口村)  はぎわら
- 針摺(旧山口村)  はりすり
- 平等寺(旧山口村)  びょうどうじ
- 山口(旧山口村)  やまぐち
- 立明寺(旧山口村)  りゅうみょうじ
- 岡田(旧筑紫村)  おかだ
- 隈(旧筑紫村)  くま
- 下見(旧筑紫村)  したみ
- 筑紫(旧筑紫村)  ちくし
- 常松(旧筑紫村)  つねまつ
- 永岡(旧筑紫村)  ながおか
- 西小田(旧筑紫村)  にしおだ
- 原田(旧筑紫村)   はるだ
- 諸田(旧筑紫村)  もろだ
- 若江(旧筑紫村)   わかえ
- 阿志岐(旧御笠村)   あしき
- 天山(旧御笠村)   あまやま
- 牛島(旧御笠村)  うしじま
- 大石(旧御笠村)  おおいし
- 香園(旧御笠村)  こうぞの
- 原(旧御笠村)  はる
- 本道寺(旧御笠村)  ほんどうじ
- 柚須原(旧御笠村)  ゆすばる
- 吉木(旧御笠村)  よしき
- 山家(旧山家村)  やまえ

以下、区画整理や住居表示実施により発足した町名である。
- 美しが丘北1丁目～4丁目(原田・若江・筑紫より発足)  うつくしがおかきた
- 美しが丘南1丁目～7丁目(原田より発足)  うつくしがおかみなみ
- 岡田1丁目～3丁目(岡田・下見などより発足)  おかだ
- 筑紫駅前通1丁目～2丁目(筑紫・若江・下見より発足)  ちくしえきまえどおり
- 天拝坂1丁目～5丁目(塔原・杉塚より発足)  てんぱいざか
- 原田1丁目～8丁目(原田などより発足)  はるだ
- 光が丘1丁目～5丁目(隈・西小田・若江より発足)  ひかりがおか
- 美咲(下見より発足)  みさき
- むさしケ丘1丁目～4丁目(3丁目までは1992年、俗明院・立明寺・永岡・萩原より発足。2015年、4丁目が追加で発足)  むさしがおか
- 桜台1丁目～2丁目(1993年、常松・永岡・諸田より発足)  さくらだい
- 二日市北1丁目～8丁目(1997年、二日市・紫より発足)  ふつかいちきた
- 紫1丁目～7丁目(6丁目までは1998年、7丁目は1999年、紫・二日市・石崎より発足)  むらさき
- 上古賀1丁目～4丁目(1999年、二日市・紫・石崎・上古賀より発足)  かみこが
- 二日市南1丁目～4丁目(1999年、上古賀・二日市・石崎・立明寺より発足)  ふつかいちみなみ
- 湯町1丁目～3丁目(2000年、二日市・塔原・武蔵・上古賀より発足)  ゆまち
- 塔原東1丁目～5丁目(2001年、塔原・二日市より発足)  とうのはるひがし
- 二日市西1丁目～4丁目(2001年、二日市・塔原より発足)  ふつかいちにし
- 二日市中央1丁目～6丁目(2002年、二日市・塔原・紫より発足)  ふつかいちちゅうおう
- 杉塚1丁目～7丁目(2003年、杉塚・塔原より発足)  すぎづか
- 塔原西1丁目～3丁目(2003年、塔原・杉塚より発足)  とうのはるにし
- 塔原南1丁目～3丁目(2003年、杉塚・塔原より発足)  とうのはるみなみ
- 武蔵1丁目～5丁目(2003年、武蔵・上古賀より発足)  むさし
- 石崎1丁目～3丁目(2004年、石崎・二日市・紫・針摺より発足)  いしざき
- 俗明院1丁目～2丁目(2006年、俗明院・立明寺・針摺より発足)  ぞくみょういん
- 針摺北(2006年、針摺より発足)  はりすりきた
- 針摺中央1丁目～2丁目(2006年、針摺・石崎より発足)  はりすりちゅうおう
- 針摺西1丁目～2丁目(2006年、針摺・石崎・立明寺より発足)  はりすりにし
- 針摺東1丁目～5丁目(2006年、針摺・石崎・立明寺・牛島・永岡より発足)  はりすりひがし
- 針摺南1丁目～2丁目(2006年、針摺・永岡より発足)  はりすりみなみ

## 歴史
- 1889年4月1日 - 町村制施行により、現在の市域にあたる御笠郡二日市村・山口村・筑紫村・御笠村・山家村が発足。
- 1895年8月27日 - 二日市村が町制施行し、御笠郡二日市町となる。
- 1896年4月1日 - 那珂郡・席田郡・御笠郡の三郡を統合し、筑紫郡となる。
- 1945年8月8日 - 筑紫駅付近で走行していた西鉄電車が米軍戦闘機に機銃掃射を受ける。（筑紫駅列車空襲事件）
- 1955年3月1日 - 二日市町・山口村・筑紫村・御笠村・山家村が合併（新設合併）し、筑紫郡筑紫野町が発足。
- 1972年4月1日 - 市制施行により筑紫野市となる。
- 2019年1月4日 - 市役所を二日市西一丁目1番1号の旧庁舎から石崎一丁目1番1号の新庁舎に移転、開庁[1]。

### 平成の大合併における議論
本市は地理的、歴史的に繋がりの深い太宰府市との合併を望んだが、実現には至らなかった。

## 行政

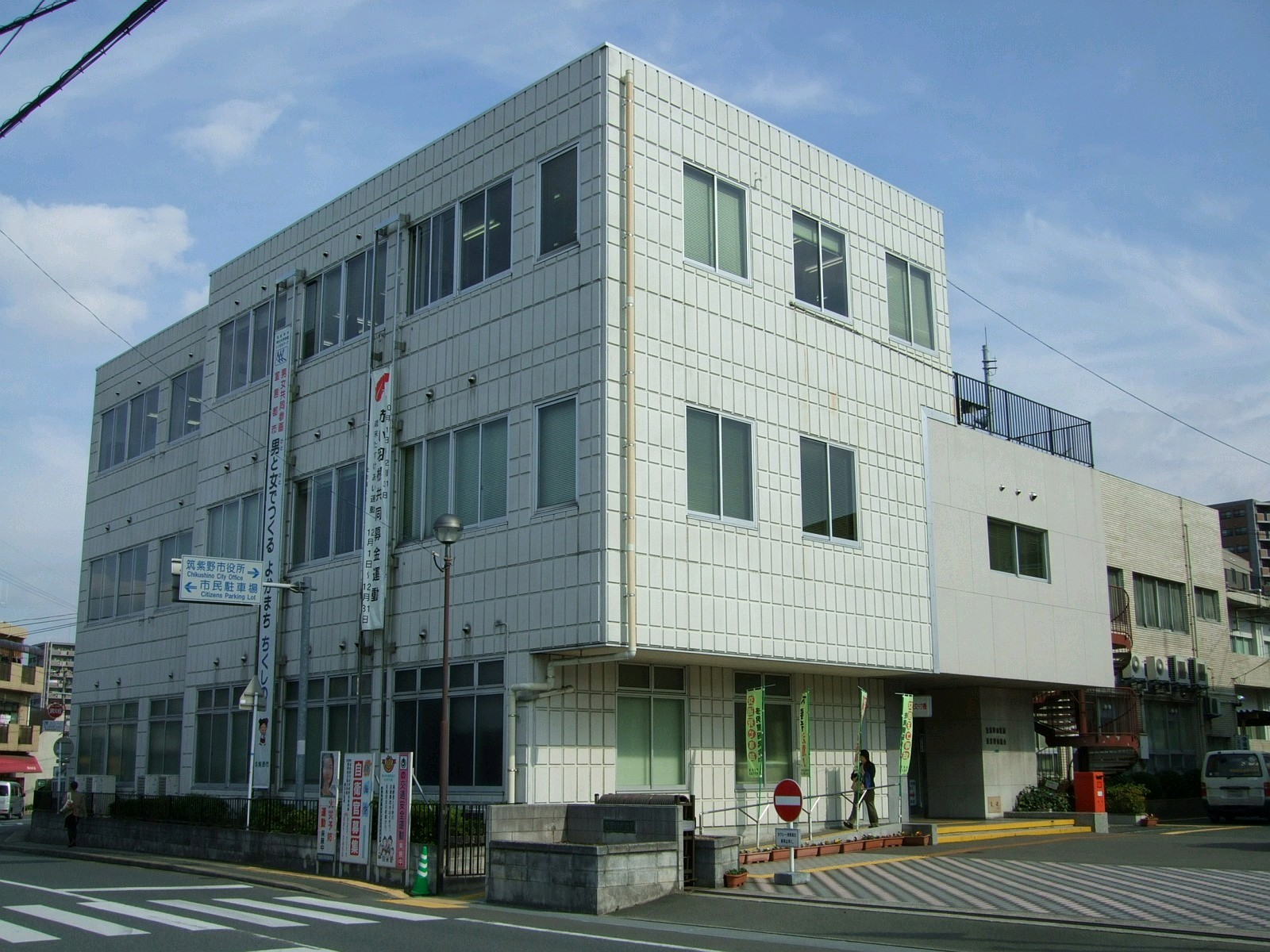
1967年から半世紀使用された旧庁舎

### 市長
- 平井一三（1期、2023年2月1日就任）

| 代                                 | 氏名                        | 就任日                      | 退任日                      | 備考                        |
| 筑紫野町長（5ケ町村合併後）        | 筑紫野町長（5ケ町村合併後） | 筑紫野町長（5ケ町村合併後） | 筑紫野町長（5ケ町村合併後） | 筑紫野町長（5ケ町村合併後） |
| ---------------------------------- | --------------------------- | --------------------------- | --------------------------- | --------------------------- |
| 初-3                               | 北崎新助                    | 1955年4月10日               | 1967年1月15日               | 任期中死去                  |
| 4-5                                | 船越平八郎                  | 1967年2月23日               | 1972年3月31日               |                             |
| 筑紫野市長（1972年4月1日市制施行） |                             |                             |                             |                             |
| 初                                 | 船越平八郎                  | （1967年2月23日）           | 1975年2月22日               | 市制に伴い市長となる。      |
| 2                                  | 神代仁臣                    | 1975年2月23日               | 1979年2月22日               | 元助役                      |
| 3-4                                | 松田正彦                    | 1979年2月23日               | 1986年12月24日              | 任期中死去                  |
| 5-6                                | 楠田幹人                    | 1987年2月1日                | 1995年1月31日               |                             |
| 7-8                                | 田中範隆                    | 1995年2月1日                | 2003年1月31日               |                             |
| 9-10                               | 平原四郎                    | 2003年2月1日                | 2011年1月31日               |                             |
| 11-13                              | 藤田陽三                    | 2011年2月1日                | 2023年1月31日               | 元県議                      |
| 14                                 | 平井一三                    | 2023年2月1日                |                             | 現職。元県議                |

### 市の施設
- 筑紫野市民図書館
- 筑紫野市文化会館
- 筑紫野市歴史博物館（ふるさと館ちくしの）
- 筑紫野市総合公園
- 山家スポーツ公園
- 筑紫野市陸上競技場
- 総合保健福祉センター「カミーリヤ」
- 竜岩自然の家

#### コミュニティセンター
- 二日市コミュニティセンター（旧筑紫税務署庁舎）
- 二日市東コミュニティセンター
- 御笠コミュニティセンター
- 山口コミュニティセンター
- 山家コミュニティセンター
- 筑紫コミュニティセンター
- 筑紫南コミュニティセンター

### 水道
括弧内は水源地またはその施設名など。
- 山口浄水場系（水呑ダム: 1959年12月完成、容積85,000m3）
- 常松浄水場系（地下水）
- 山神水道企業団水系（山神ダム）
- 福岡地区水道企業団（筑後大堰）

### 国の機関
- 福岡法務局筑紫支局
- 福岡国税局筑紫税務署
- ふるさとハローワーク（地域職業相談室）

### 県の施設
- 福岡県農林業総合試験場
- 食肉衛生検査所
- 県立総合射撃場
- 福岡県工業技術センター（企画管理部・化学繊維研究所）

### 警察
- 福岡県警察筑紫野警察署
  - 天拝交番
  - 西鉄前交番
  - 二日市駅前交番
  - 原田交番
  - 御笠駐在所
  - 山家駐在所
  - 山口駐在所

### 消防
- 筑紫野太宰府消防組合消防本部
  - 筑紫野消防署
  - 筑紫野消防署南出張所

### その他
- 筑慈苑
- 福岡共同公文書館

## 議会

### 市議会
- 定数：22人
- 任期：2023年5月25日 - 2027年5月24日
- 議長：赤司泰一
- 副議長：辻本美惠子

### 衆議院
- 選挙区：福岡5区（福岡市南区（弥永・弥永西・老司・鶴田の各投票区）、筑紫野市、春日市、大野城市、太宰府市、朝倉市、筑紫郡、朝倉郡）
- 投票日：2021年10月31日
- 当日有権者数：454,493人
- 投票率：54.52％

| 当落 | 候補者名 | 年齢 | 所属党派   | 新旧別 | 得票数    | 重複 |
| ---- | -------- | ---- | ---------- | ------ | --------- | ---- |
| 当   | 堤かなめ | 61   | 立憲民主党 | 新     | 125,315票 | ○    |
|      | 原田義昭 | 77   | 自由民主党 | 前     | 110,706票 |      |

※上記は筑紫野市全域を含む福岡5区全体のデータ

## 経済・産業

### 本社を置く主な企業
- キャタピラー九州
- トヨタモビリティパーツ九州北部統括支社
- 西鉄ストア
- 福岡ヤクルト工場
- 筑紫農業協同組合
- ハウスランド社

#### かつて本社を置いていた企業
- 九州森永乳業 - 森永乳業の子会社で本社及び工場が置かれていたが、2011年10月に解散。現在跡地には筑紫野市の新市役所庁舎が建設された[1]。

### 事業所を置く主な企業
- 九州電力 福岡南営業所
- 九州電力送配電 福岡南配電事業所
- 九電工 福岡南営業所
- 西日本鉄道（西鉄）筑紫車両基地

### その他団体・商業施設

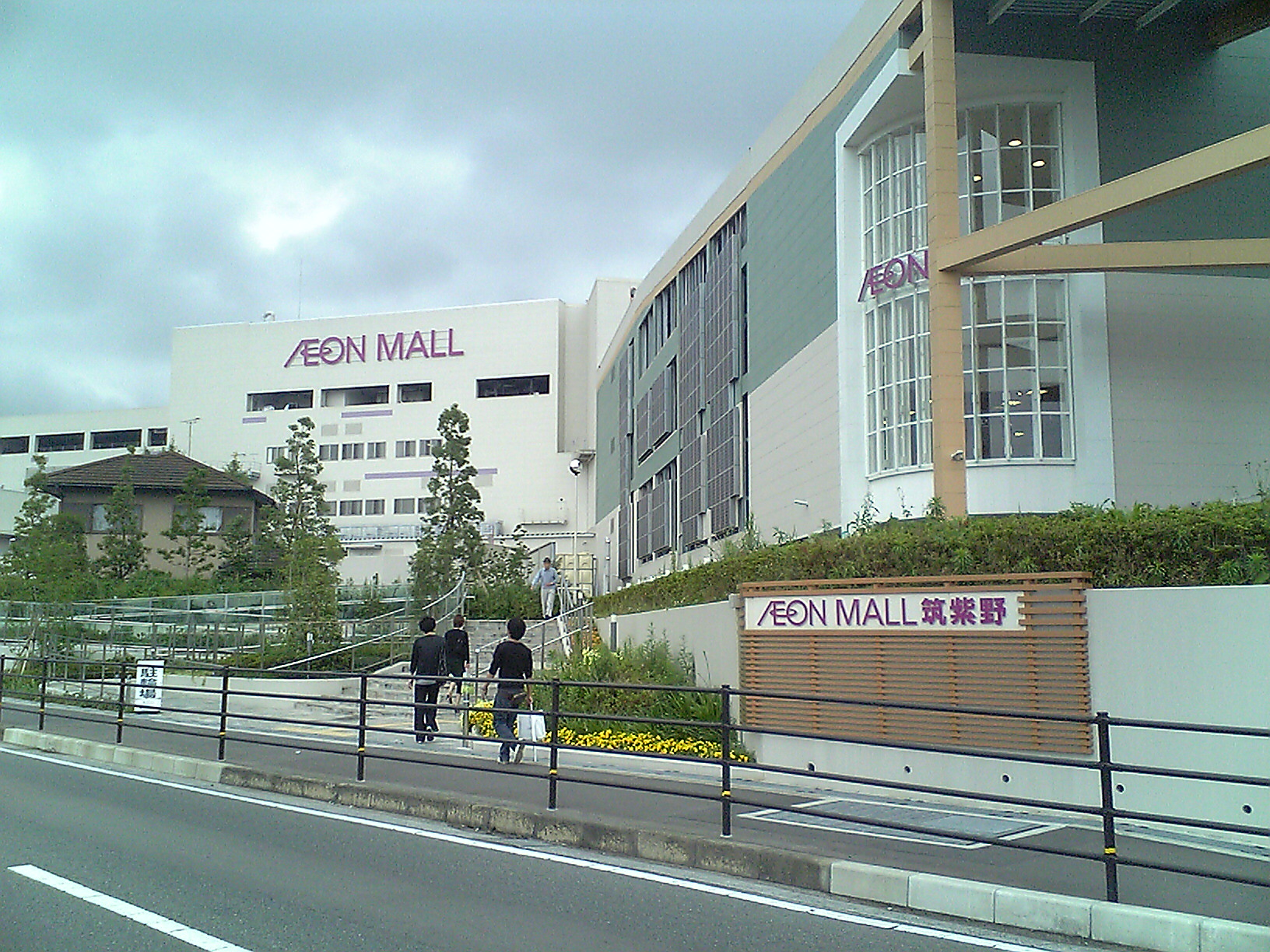
イオンモール筑紫野

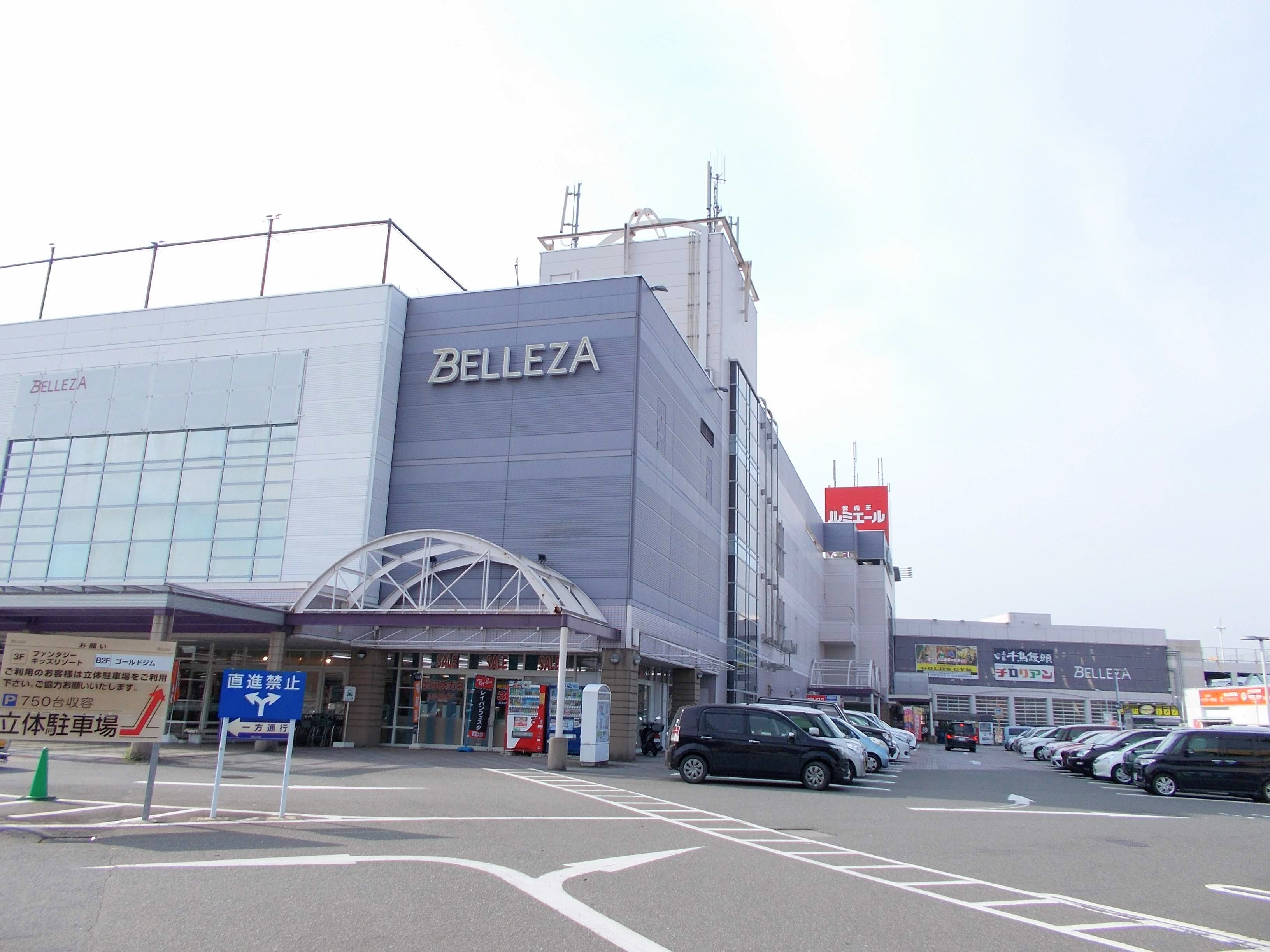
筑紫野ベレッサ

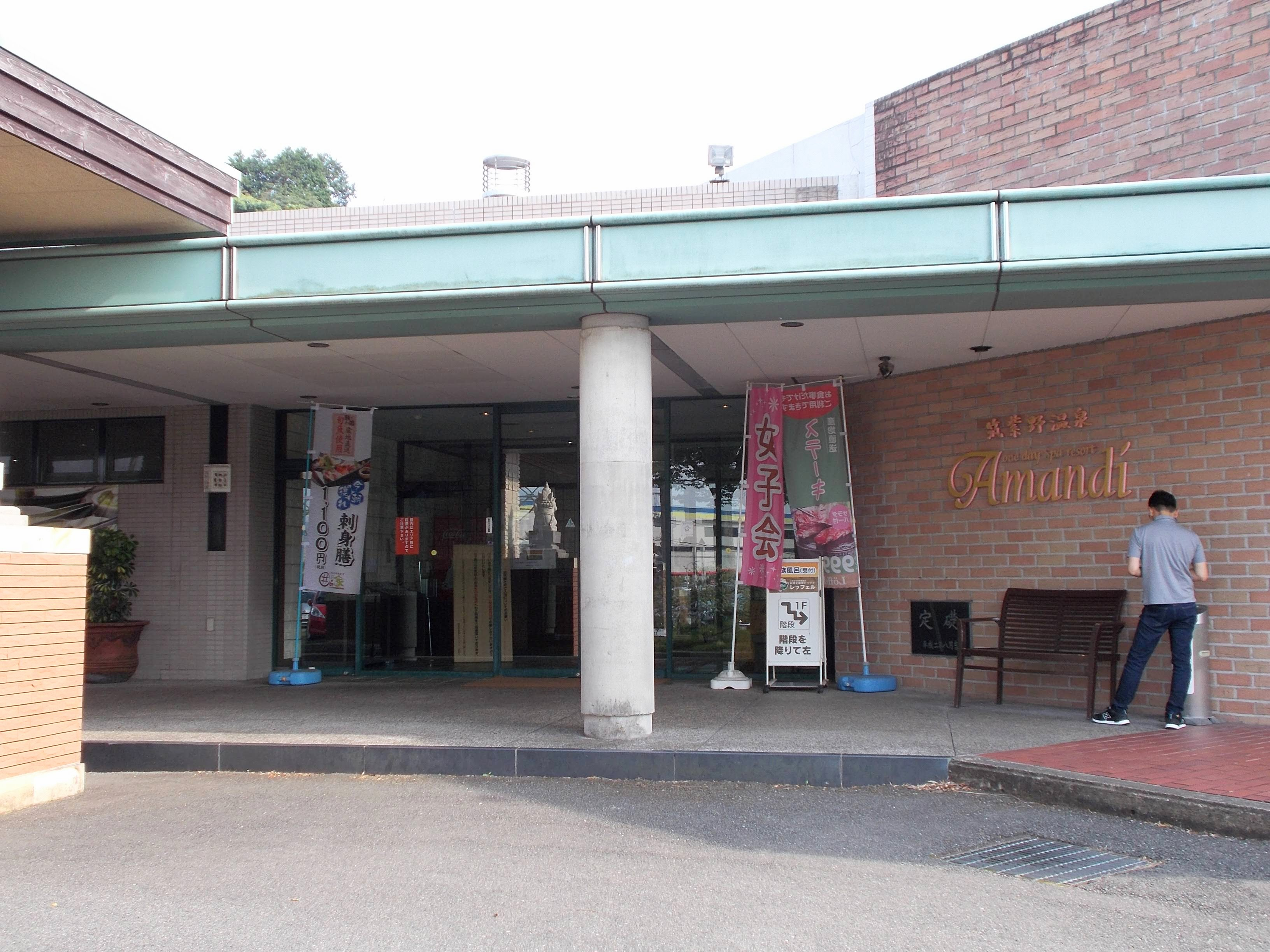
筑紫野温泉アマンディ

- 福岡県赤十字血液センター
- 筑紫野郵便局
- 福岡県醤油醸造協同組合
- イオンモール筑紫野
- シュロアモール筑紫野
- 筑紫野ベレッサ
- ゆめタウン筑紫野
- 筑紫野天拝の郷・天拝の湯
- 筑紫野温泉アマンディ
- 筑紫の湯

## 地域

### 人口
| |                                          |  |
| 筑紫野市と全国の年齢別人口分布（2005年） | 筑紫野市の年齢・男女別人口分布（2005年） |  |
| ■紫色 ― 筑紫野市 ■緑色 ― 日本全国 | ■青色 ― 男性 ■赤色 ― 女性                |  |
| 筑紫野市（に相当する地域）の人口の推移 \| 1970年（昭和45年） \| 38,876人 \| \| \| 1975年（昭和50年） \| 47,741人 \| \| \| 1980年（昭和55年） \| 57,966人 \| \| \| 1985年（昭和60年） \| 63,242人 \| \| \| 1990年（平成2年） \| 70,303人 \| \| \| 1995年（平成7年） \| 81,988人 \| \| \| 2000年（平成12年） \| 93,049人 \| \| \| 2005年（平成17年） \| 97,571人 \| \| \| 2010年（平成22年） \| 100,172人 \| \| \| 2015年（平成27年） \| 101,081人 \| \| \| 2020年（令和2年） \| 103,311人 \| \| |                                          |  |
| 総務省統計局 国勢調査より |                                          |  |
| 1970年（昭和45年） | 38,876人                                 |  |
| 1975年（昭和50年） | 47,741人                                 |  |
| 1980年（昭和55年） | 57,966人                                 |  |
| 1985年（昭和60年） | 63,242人                                 |  |
| 1990年（平成2年） | 70,303人                                 |  |
| 1995年（平成7年） | 81,988人                                 |  |
| 2000年（平成12年） | 93,049人                                 |  |
| 2005年（平成17年） | 97,571人                                 |  |
| 2010年（平成22年） | 100,172人                                |  |
| 2015年（平成27年） | 101,081人                                |  |
| 2020年（令和2年） | 103,311人                                |  |

福岡市のベッドタウンとして人口が増加を続け、2009年5月に10万人を超えた。

### 教育

#### 中等教育学校
私立
- リンデンホールスクール中高学部

#### 高等学校
公立
- 福岡県立筑紫高等学校
- 福岡県立武蔵台高等学校

私立
- 九州産業大学付属九州産業高等学校
- 福岡常葉高等学校

#### 中学校
市立
- 筑紫野中学校
- 筑紫野南中学校
- 筑山中学校
- 二日市中学校
- 天拝中学校

#### 小学校
市立
- 阿志岐小学校
- 天拝小学校
- 原田小学校
- 二日市小学校
- 二日市北小学校
- 二日市東小学校
- 吉木小学校
- 山口小学校
- 筑紫小学校
- 筑紫東小学校
- 山家小学校

#### 特別支援学校
- 福岡県立福岡視覚特別支援学校（福岡県立福岡盲学校を改称）
- 福岡県立福岡高等視覚特別支援学校
- 福岡県立福岡高等学園

#### そのほかの学校
- 福岡県農業大学校（2年制・農業改良助長法に基づく農業者研修教育施設）

### 医療
- 済生会二日市病院[注釈 2]
- 福岡大学筑紫病院

## 交通

### 空港
最寄りの空港は福岡空港である。

### 鉄道
- 九州旅客鉄道（JR九州）
  - 鹿児島本線：二日市駅 - 天拝山駅 - 原田駅
    - 二日市駅の隣の都府楼南駅（太宰府市）は一部が筑紫野市に掛かっており、当駅が最寄りとなる地区もある。

  - 筑豊本線（原田線）：原田駅 - 筑前山家駅

※なお、二日市駅と原田駅は、九州鉄道（初代）開業時より現存する九州最古の駅の1つでもある。
- 西日本鉄道（西鉄）
  - 天神大牟田線：西鉄二日市駅 - 紫駅 - 朝倉街道駅 - 桜台駅 - 筑紫駅
    - 筑紫駅の隣の津古駅（小郡市）は筑紫野市との市境まで200m程度の距離にあり、当駅が最寄りとなる地区もある。

  - 太宰府線：西鉄二日市駅
- 市の中心駅：二日市駅（但し、利用客数は西鉄二日市駅の方が多い。また、市役所最寄り駅は天拝山駅、及び朝倉街道駅である）

### 路線バス

#### 一般路線バス
市内の一般路線バスはすべて西鉄バスの路線であり、一部をグループ会社の西鉄バス二日市・日田バスが運行する。市内の主なターミナルは西鉄二日市駅・JR二日市駅・朝倉街道駅・筑紫駅など。なお、甘木幹線・南ヶ丘線は西鉄本体からの管理委託路線であり、乗務員はグループ会社の社員であるが車両は西鉄本体の車両である。
- 1-1・1-2：西鉄二日市駅 - 吉木入口 - 原営業所前 - 九州国立博物館前 - 太宰府駅
- 2-1：西鉄二日市駅 - JR二日市駅 - 三本松 - 山口
- 2-2・2-3：西鉄二日市駅 - JR二日市駅 - 三本松 - むさしケ丘
- 3：西鉄二日市駅 - JR二日市駅 - 済生会病院 - 二日市温泉 - 西鉄二日市駅（両方向循環）
- 22：西鉄二日市駅 - 天拝坂 - 平田
- 西鉄二日市駅東口 - 君畑 - 太宰府高校 - 星ヶ丘
- 西鉄二日市駅東口 - 君畑 - 太宰府高校入口 - 星ヶ丘 - 西鉄五条駅
- 40・41：JR二日市駅 - 筑紫野市役所前 - 朝倉街道駅 - 山家道 - 篠隈 - 当所 - 甘木 - 比良松 - 三連水車の里 - 原鶴/原鶴温泉 - 杷木
- 400：博多BT - 呉服町 - （都市高速） - 都府楼前駅 - 君畑 - 山家道 - 篠隈 - 当所 - 甘木 - 甘木営業所
- 17：筑紫駅西口 - JR原田駅 - 美しが丘 - 光が丘（循環）
- 24：筑紫駅前 - 山家道 - 浦の下 - 上西山

#### コミュニティバス等
- つくし号 - 市役所・市内の公共施設・医療施設・商業施設等を結ぶ。1日9便、150円。つくしの観光バスが受託運行。
- 御笠自治会バス - 御笠地区内で運行。200円均一。
- のるーと筑紫野 - オンデマンドバス。市街地内と山口地区内の各所に乗降拠点を設置している。
- カミーリヤ巡回福祉バス - 市内各地と市の公共施設等を結んで運行する。無料だが市の公共施設等を利用する場合のみ乗車可。

#### 高速バス
市街地内に発着する高速バス路線はないが、市内の九州自動車道上に高速バス停留所がある。
- 筑紫野バスストップ - バス事業者では「筑紫野（二日市温泉入口）」の呼称を使用している。市街地の西のはずれに位置する。
- 高速基山 - 基山パーキングエリア内。隣接する基山町との境界をまたいで設置されているが、バス停留所は基山町内にある。

### 道路
高速道路
- 九州自動車道
  - 筑紫野インターチェンジ - 基山パーキングエリア[注釈 4]

一般国道
- 国道3号
- 国道200号
  - 冷水道路
- 国道386号

主要地方道
- 福岡県道7号筑紫野インター線
- 福岡県道17号久留米基山筑紫野線（鳥栖筑紫野道路）
- 福岡県道31号福岡筑紫野線
- 福岡県道35号筑紫野古賀線
- 福岡県道53号久留米筑紫野線
- 福岡県道65号筑紫野筑穂線
- 福岡県道76号筑紫野太宰府線
- 福岡県道77号筑紫野三輪線

一般県道
- 福岡県道・大分県道112号福岡日田線

## 名所・旧跡・観光

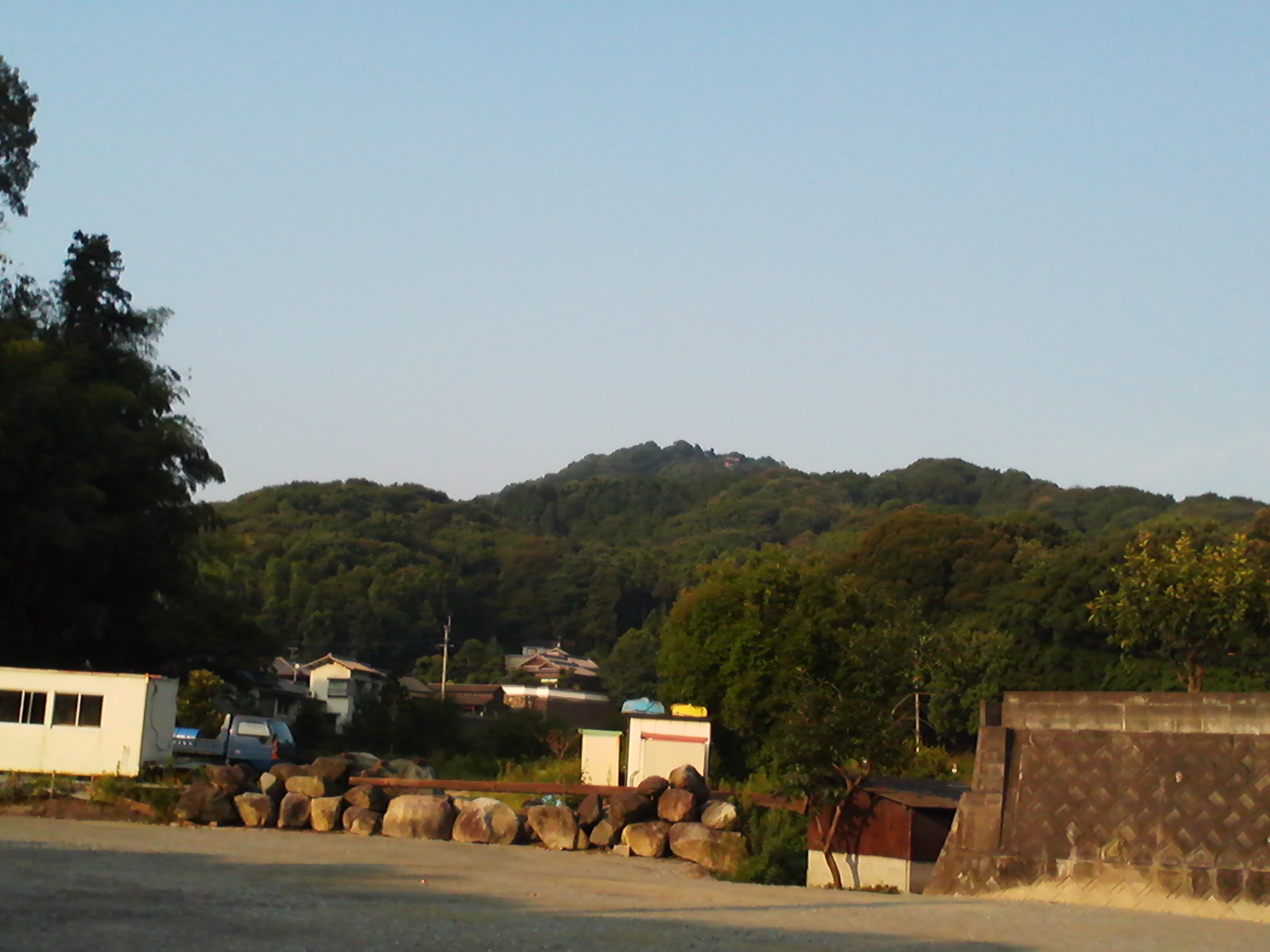
天拝山

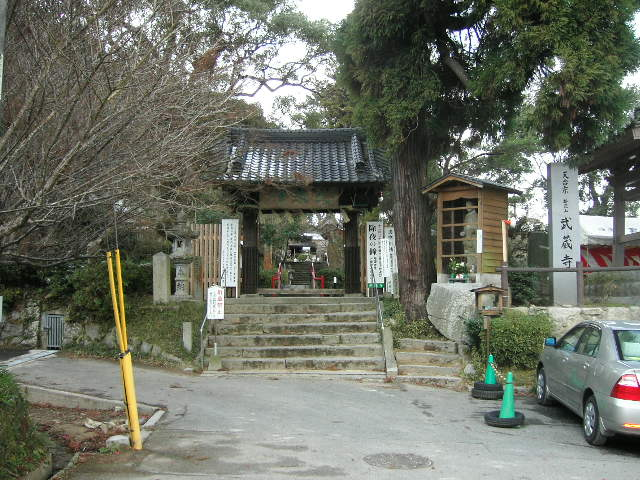
武蔵寺

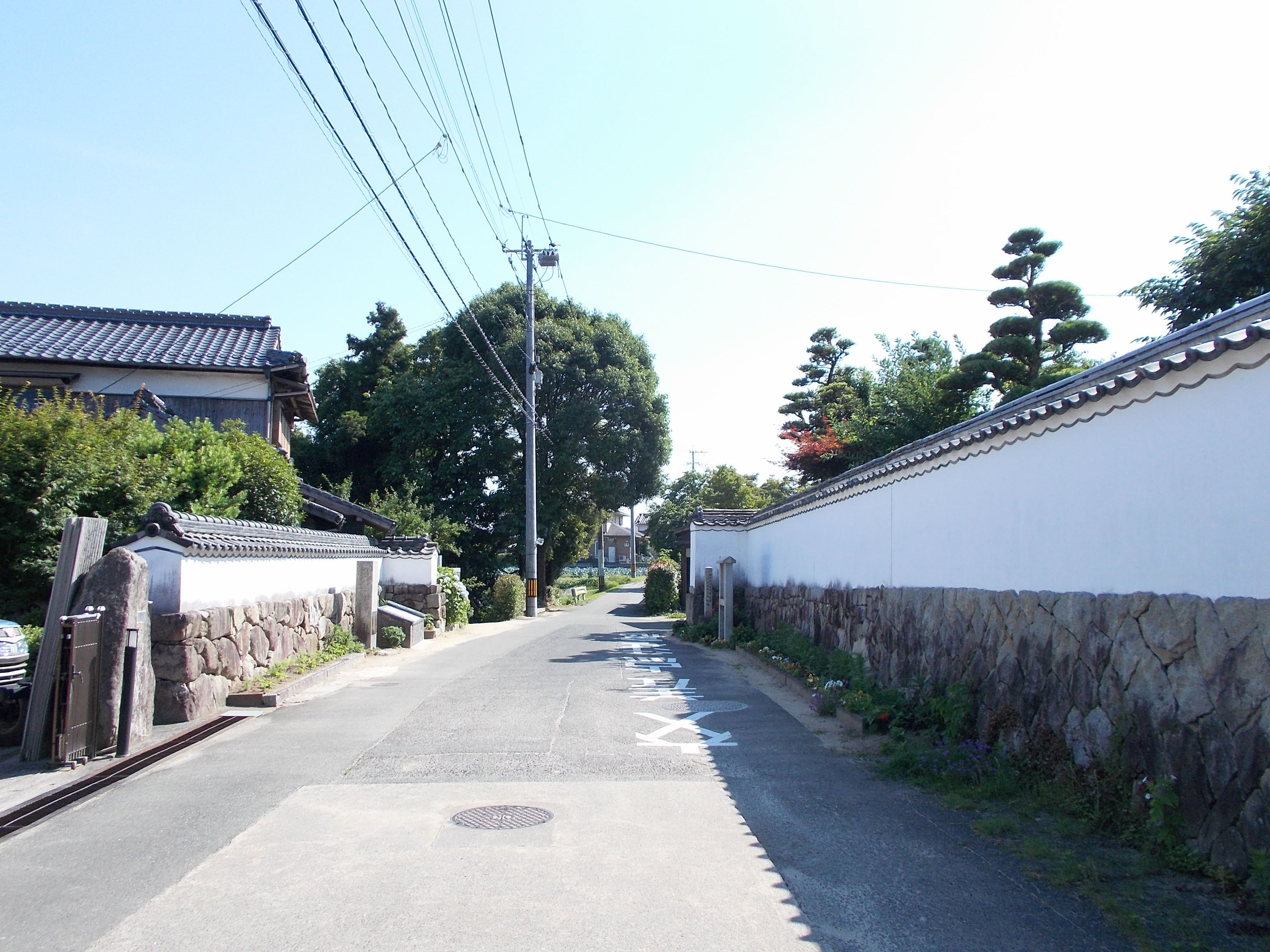
山家宿西構口並びに土塀

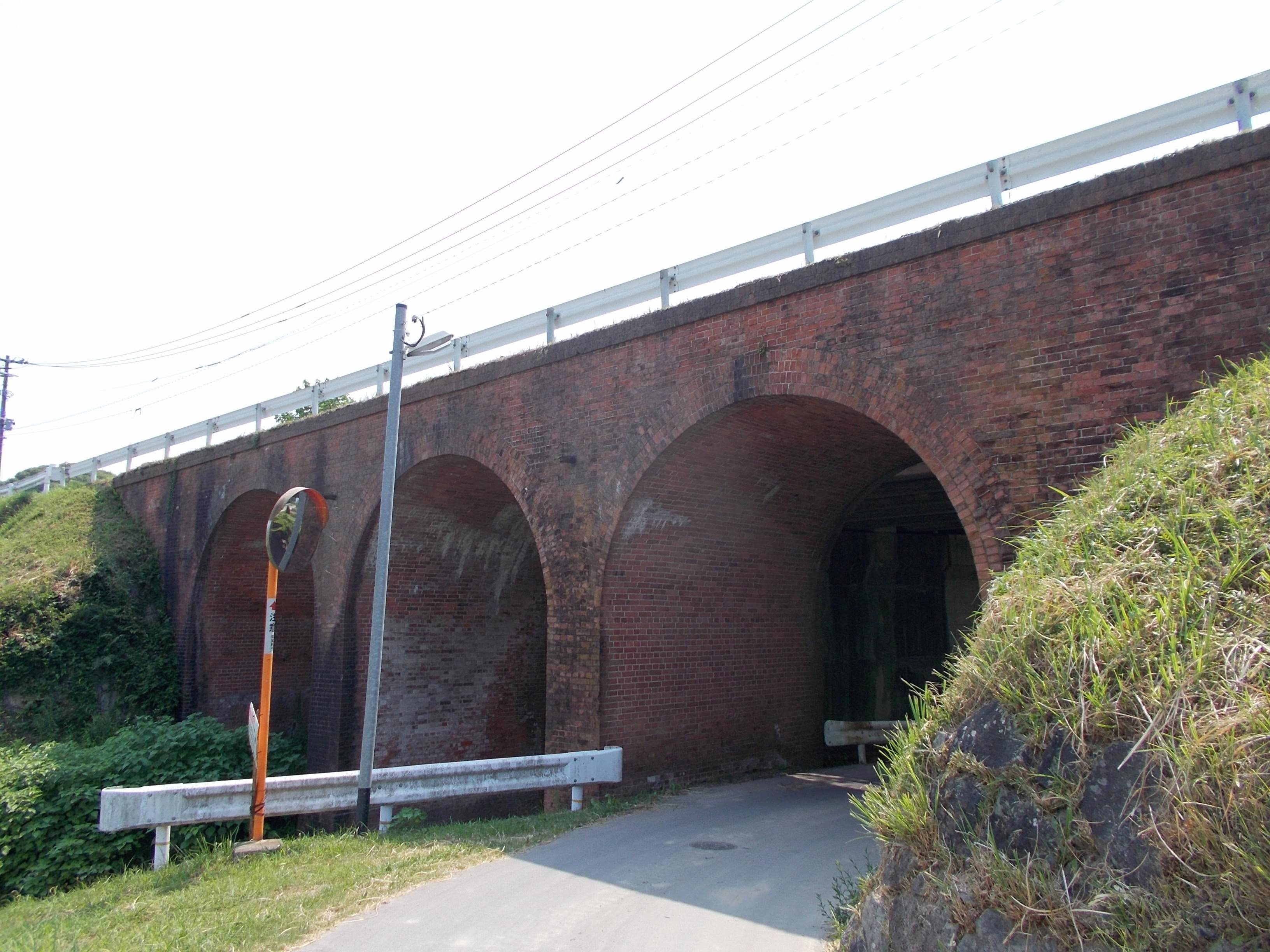
旧九州鉄道城山三連橋梁

### 観光地
- 二日市温泉
- 天拝山
- 万葉歌碑
- 高取焼
- 天拝湖・天拝湖公園
- 山神ダム公園
- 九州自然歩道基山コース

### 神社・寺院
- 武蔵寺
- 正行寺
- 筑紫神社
- 二日市八幡宮
- 御自作天満宮
- 山家宝満宮
- 大歳神社

### 祭事
- 筑紫神社・粥卜祭り（2月）
- 武蔵寺・藤供養会（4月）
- 武蔵寺・うり封じ（7月）
- 二日市八幡宮神幸式・稚児行列（10月）
- 山家宝満宮・山家岩戸神楽（10月）

### 催事
- 二日市温泉藤まつり（4月）
- うし湯まつり（7月）
- 二日市温泉と天拝山観月会（旧暦8月15日）
- いきいき商工農フェスタ（11月）

### 文化財
- 基肄城跡（国の特別史跡）
- 五郎山古墳（国の史跡）
  - 五郎山古墳館
- 塔原塔跡（国の史跡）
- 阿志岐山城跡（国の史跡）
- 宝満山（国の史跡）
- 隈・西小田遺跡群出土品（国の重要文化財）
- 旧九州鉄道城山三連橋梁（国の登録有形文化財）
- 武蔵寺跡（県の史跡）
- 山家宿西構口並びに土塀（県の史跡）
- 紙本著色武蔵寺縁起（県の有形文化財）
- 隈・西小田地区遺跡群甕棺墓出土品（県の有形文化財）
- 立明寺のタブノキ（県の天然記念物）
- 武蔵のイヌマキ群（県の天然記念物）
- 武蔵寺「古石塔」（市の有形文化財）
- 武蔵寺「自然石梵字板碑」（市の有形文化財）
- 山家宿場郡屋土蔵（市の有形文化財）
- 武蔵寺経塚群出土品（市の有形文化財）
- 牛島地蔵石仏（市の有形文化財）
- 木造十二神将像（市の有形文化財）
- 岡田阿弥陀三尊板碑（市の有形文化財）
- 紙本著色山家御茶屋指図（市の有形文化財）
- 山家岩戸神楽（市の無形民俗文化財）
- 筑紫神社粥占行事及び粥鉢一口（市の無形民俗文化財）
- 高橋紹運首塚伝承地（市の史跡）
- 杉塚廃寺跡（市の史跡）
- 大宰府坊跡朱雀大路［立明寺地区］（市の史跡）
- 山家宿郡屋跡（市の史跡）
- 山家宿大庄屋役宅跡（市の史跡）
- 山家宿下代跡地（市の史跡）
- 長者の藤（市の天然記念物）
- 二日市八幡宮神木の公孫樹（市の天然記念物）
- 平等寺エヒメアヤメ（市の天然記念物）
- 長崎街道冷水峠越（文化庁歴史の道百選）
- 鉄砲用水（柚須原 - 本導寺）
- 筑前・筑後国境石（西小田）
- 天判山城跡（武蔵）

## 特産品
- 博多和牛
- ブロッコリー
- アスパラガス
- イチゴ
- 二日市温泉湯の花羊羹

## 著名な出身者
★は故人
- 安西均（詩人）★
- 池上あかり（競輪選手）
- 池田弘一（元アサヒビール社長）
- 井上絢登（プロ野球選手）
- 浦辺登（作家）
- えいじ（お笑い芸人・インポッシブル）
- 川原豪介（お笑い芸人・ブルーリバー）
- 楠田大蔵（太宰府市長。元衆議院議員）
- 古賀悠斗（プロ野球選手）
- 柴田倫世（フリーアナウンサー）
- 田島章寛（声優）
- 立川生志（落語家）
- 田中賢介（元プロ野球選手）
- 楢木和也（ダンサー）
- 西舘昂汰（野球選手）
- ばってん×ぶらぶら (お笑い芸人、プロレスラー)
- 濱田浩輔（漫画家）
- 林有美（バレーボール選手）
- 平川嵐（声優）
- 広瀬香美（シンガーソングライター）
- 福永武彦（小説家、詩人）(旧：二日市町)★
- 平井一三（筑紫野市長）
- ベンドラメ礼生（プロバスケットボール選手）
- 南早紀（ラグビー選手）
- 向江彩伽（フェンシング選手）
- 柳家福多楼（落語家）
- 山内康一（衆議院議員）
- 紫の戦士チクシノマン(ローカルヒーロー)